# Xestia pancta
Xestia pancta là một loài bướm đêm trong họ Noctuidae.